# European Cargo
European Cargo ist eine britische Frachtfluggesellschaft, die vom Bournemouth Airport in Dorset aus operiert. Die Airline betreibt als Flotte Airbus.

## Geschichte
European Cargo nahm seinen Betrieb im April 2020 auf, als die Muttergesellschaft European Aviation Air Charter auf eine dringende Charteranfrage der britischen Regierung für den Transport von COVID-19-Schutzausrüstung aus Malaysia reagierte. Das Unternehmen führte zunächst eine Reihe von Frachtdiensten durch, die von der maltesischen Fluggesellschaft Maleth-Aero mit ehemaligen A340-600-Flugzeugen von Virgin Atlantic durchgeführt wurden, die als Hommage an den britischen National Health Service in Gedenken lackiert waren.
Im Dezember 2020 wurde die European Cargo Limited in England und Wales registriert und übernahm kurz darauf den Betrieb der A340-600-Flugzeuge vom maltesischen Partner Maleth-Aero. Diese Flugzeuge wurden somit ab Februar 2021 in das britische Register aufgenommen.
European Cargo begann 2022 mit der Umrüstung ihrer Flugzeugflotte auf eine permanente Frachtkonfiguration. Zuvor waren die Flugzeuge als temporäre „Preighters“ unterwegs, also Passagierflugzeuge, die vorübergehend zum Transport von Frachtgut unterwegs waren. Im Dezember desselben Jahres wurden die Flugzeuge von der Europäischen Agentur für Flugsicherheit zertifiziert. Die Fluggesellschaft erhielt 2022 eine Investition von Priority 1, einem auf Logistik spezialisierten US-Investor. Im Jahr 2023 eröffnete European Cargo eine neue Strecke von Bournemouth nach Chengdu und nahm außerdem Frischfisch-Charterflüge zwischen dem Flughafen Harstad/Narvik in Evenes und dem Flughafen London Heathrow auf.

## Ziele
European Cargo bedient derzeit (Stand: Juni 2024) die folgenden Ziele im Linienverkehr sowie eine Vielzahl von Charterflügen:
- Flughafen Chengdu-Shuangliu, Chengdu,  Volksrepublik China
- Flughafen Harstad/Narvik, Evenes,  Norwegen
- Bournemouth Airport als Luftfahrt-Drehkreuz
- Flughafen London Heathrow,  Vereinigtes Königreich

## Flotte
Mit Stand April 2025 besteht die Flotte der European Cargo aus elf Flugzeugen mit einem Durchschnittsalter von 18,4 Jahren:
| Flugzeug        | Anzahl | bestellt | Anmerkung    | Durchschnittsalter |
| --------------- | ------ | -------- | ------------ | ------------------ |
| Airbus A340-500 | 01     |          | inaktiv      | 18,5 Jahre         |
| Airbus A340-600 | 10     |          | acht inaktiv | 18,4 Jahre         |
| Gesamt          | 11     | -        |              | 18,4 Jahre         |